# クイン・スナイダー
クイン・プライス・スナイダー（Quin Price Snyder, 1966年10月30日 - ）は、アメリカ合衆国ワシントン州マーサーアイランド出身のバスケットボール指導者。NBAのアトランタ・ホークスでヘッドコーチを務めている。

## 経歴

### ハイスクール～大学
マーサーアイランドハイスクールでは、マクドナルドオールアメリカンに選出され、その後、デューク大学では、4シーズンをポイントガードとしてプレーし、2年次以降はスターターとして活躍し1986年、1988年にはACCトーナメントで優勝した。1989年卒業し、哲学と政治学の学位を取得。更に1995年、同大のロースクールで法務博士を、ビジネススクールでMBAを取得している。

### コーチ
ビジネススクール在学中に、ラリー・ブラウンの指揮下でロサンゼルス・クリッパーズのアシスタントコーチを務めた。
1993から1999年は、デューク大学でマイク・シャシェフスキーの下でアシスタントコーチを務め、1995年に法務博士、MBAを取得後は専任アシスタントとなり、1999年はACCトーナメントで優勝した。
1999年に、ミズーリ大学でノーム・スチュワートから引き継ぎ、ヘッドコーチを2006年まで務めた。

#### オースティン・トロス
2007年夏、オースティン・トロス(Dリーグ)のヘッドコーチに招聘され、初シーズンにDリーグファイナルまで導き、2シーズン目の2009年には、32勝を挙げ、Dリーグオールスターゲームでコーチを務めたほか、セミファイナルに進出し、コーチ・オブ・ザ・イヤーを受賞した。3年目もセミファイナルに進出し、3年間の間で、他のコーチよりも多くの勝利を上げ、多くのプレーヤーをNBAに送り出している。

#### フィラデルフィア・セブンティシクサーズ
2010年6月11日、ダグ・コリンズヘッドコーチのもと、選手育成担当コーチとしてセブンティシクサーズに雇われた就任後すぐにドラフトで獲得したエバン・ターナーらを指導した。 シーズンは41勝41敗の成績を残した。

#### ロサンゼルス・レイカーズ
2011年7月1日, マイク・ブラウンヘッドコーチのもとロサンゼルス・レイカーズにアシスタントコーチとして雇われ2011-12シーズンはロックアウトのより短縮シーズンとなったが、パシフィック・ディビジョン1位となったが、カンファレンスセミファイナルでオクラホマシティ・サンダーに敗れた。

#### PBC CSKAモスクワ
2012年7月8日に、ロシアプロリーグのPBC CSKAモスクワ、エットレ・メッシーナヘッドコーチの下で、アシスタントコーチとなった。このシーズンCSKAモスクワはユーロリーグファイナル4に入ったが、セミファイナルで敗退した。

#### アトランタ・ホークス
2013年6月10日、アトランタ・ホークスのマイク・ビューデンホルツァーヘッドコーチの、トップアシスタントコーチに任命された。
第8シードながらプレーオフ進出を支えた。

#### ユタ・ジャズ
2014年6月6日、3年契約で、ユタ・ジャズのヘッドコーチに就任。
1年目の2014-15シーズンは38勝44敗でプレーオフも不出場に終わったが、チーム平均失点はリーグ1位の94.5失点を記録。更にデリック・フェイバーズ、ゴードン・ヘイワード、ルディ・ゴベールを中心選手として成長させた。2015-16シーズンも40勝42敗に終わったが、2016-17シーズンはジャズを2011-12シーズン以来のプレーオフ出場と2008年以来の地区優勝に導き、更に2009-10シーズン以来の50勝に導いた。

#### アトランタ・ホークス
2023年2月26日、シーズン途中に解任されたネイト・マクミランの後任としてアトランタ・ホークスのヘッドコーチに就任した。

## ヘッドコーチ成績

### カレッジ
| ミズーリ大学 (ビッグ12カンファレンス) (1999–2006) |              |        |       |       |                             |  |  |  |  |
| 1999–00                                           | ミズーリ大学 | 18–13  | 10–6  | 6th   | NCAA Division I Round of 64 |  |  |  |  |
| 2000–01                                           | ミズーリ大学 | 20–13  | 9–7   | 6th   | NCAA Division I Round of 32 |  |  |  |  |
| 2001–02                                           | ミズーリ大学 | 24–12  | 9–7   | 6th   | NCAA Division I Elite 8     |  |  |  |  |
| 2002–03                                           | ミズーリ大学 | 22–11  | 9–7   | T–5th | NCAA Division I Round of 32 |  |  |  |  |
| 2003–04                                           | ミズーリ大学 | 16–14  | 9–7   | T–5th | NIT 1回戦                   |  |  |  |  |
| 2004–05                                           | ミズーリ大学 | 16–17  | 7–9   | T–8th | NIT 1回戦                   |  |  |  |  |
| 2005–06                                           | ミズーリ大学 | 10–11* | 3–7*  |       |                             |  |  |  |  |
| 通算                                              | ミズーリ大学 | 126–91 | 56–50 |       |                             |  |  |  |  |
| 成績:                                             | 成績:        | 126–91 |       |       |                             |  |  |  |  |

*Resigned before the season ended; Melvin Watkins became interim coach afterwards, and Missouri finished the 2005–06 season 12–16 (5–11 Big 12) and 11th in the Big 12.

### NBA
| チーム       | シーズン | G   | W   | L   | W–L% | シーズン結果  | PG | PW | PL | PW–L% | 最終結果                         |
| ------------ | -------- | --- | --- | --- | ---- | ------------- | -- | -- | -- | ----- | -------------------------------- |
| ユタ・ジャズ | 2014–15  | 82  | 38  | 44  | .463 | 3位 Northwest | —  | —  | —  | —     | Missed playoffs                  |
| ユタ・ジャズ | 2015–16  | 82  | 40  | 42  | .488 | 3位 Northwest | —  | —  | —  | —     | Missed playoffs                  |
| ユタ・ジャズ | 2016–17  | 82  | 51  | 31  | .622 | 1位 Northwest | 11 | 4  | 7  | .364  | カンファレンスセミファイナル敗退 |
| ユタ・ジャズ | 2017–18  | 82  | 48  | 34  | .585 | 3位 Northwest | 11 | 5  | 6  | .455  | カンファレンスセミファイナル敗退 |
| ユタ・ジャズ | 2018–19  | 82  | 50  | 32  | .610 | 3位 Northwest | 5  | 1  | 4  | .200  | 1st.ラウンド敗退                 |
| ユタ・ジャズ | 2019–20  | 72  | 44  | 28  | .611 | 3位 Northwest | 7  | 3  | 4  | .429  | 1st.ラウンド敗退                 |
| ユタ・ジャズ | 2020–21  | 72  | 52  | 20  | .722 | 1位 Northwest | 11 | 6  | 5  | .545  | カンファレンスセミファイナル敗退 |
| Utah         | 2021–22  | 82  | 49  | 33  | .598 | 1位 Northwest | 6  | 2  | 4  | .333  | 1st.ラウンド敗退                 |
| Career       | Career   | 636 | 372 | 264 | .585 |               | 51 | 21 | 30 | .412  |                                  |